# Акты Московского государства 1536 года
Правление: 1533—1538 — Елена Васильевна Глинская (при малолетнем Иване Грозном 1533-1584).

## Акты Московского государства 1536 года
- 4 июня — уставная Онежская грамота.

- 14 июля — грамота великого князя Ивана Васильевича переяславским городовым приказчикам, о неотягощении крестьян Троице-Сергиева монастыря излишними работами по переяславскому городовому делу.